# Polissoir de la Vésinière
Le polissoir de la Vésinière est un polissoir situé à Cheffois, dans le département français de la Vendée.

## Protection
Il est classé au titre des monuments historiques en 1926.

## Description
Le polissoir est constitué d'un bloc de quartz. Selon le docteur Baudouin il comporte dix-sept rainures et une cuvette de polissage dont une rainure qui atteint 50 cm de long pour 6 cm de large. Une hache polie en diorite fut retrouvée aux environs immédiat du polissoir.